# Ерін Гантер
Е́рін Га́нтер — це колективний псевдонім, який використовують авторки Вікторія Голмс, Кейт Кері, Керіт Болдрі, Джилліан Філіп, Інбалі Ізерлес, Туї Т. Сазерленд, Кейсі Відгамм та Роузі Бест у написанні кількох серій фентезійних романів для юнацької аудиторії. Твори авторок зосереджені на тваринах і їх пригодах. У їх доробку такі серії книжок як «Коти-вояки», Seekers, Survivors, і Bravelands. Кожна з авторок відіграє різну роль: Голмс створює сюжетні лінії кожної книги, Кері, Болдрі та Сазерленд почергово пишуть книги. Крім того, інша людина, Ден Джоллі, не відноситься до Ерін Гантер, але пише мангу.

## Історія
Історія Ерін Гантер починається з написання серії книжок «Коти-вояки», що стала бестселером. У 2003 році Гарпер Коллінз попросила Вікторію Голмс написати фентезійну серію книжок про диких котів. Голмс, не будучи читачкою фентезі, була все ж не надто захоплена, попри свою любов до котів. Кейт Кері прийшла згодом, коли вже перша сюжетна лінія була написана і Голмс почала займатися питаннями публікації та редагування. Під час написання третьої книжки «Коти-вояки: Ліс таємниць» Керіт Болдрі приєдналася до Ерін Гантер. Опісля, коли Сазерленд написала перший путівник по світу Котів-вояків, вона стала четвертою в Ерін Гантер.
Назву «Ерін Гантер» було обрано з кількох причин. По-перше, якби авторки використовували всі власні імена, книги розміщували б у різних місцях бібліотеки, що ускладнює їх пошук. По-друге, вони намагалися вибрати прізвище, яке б розмістило книги дуже близько до серії Redwall Браяна Жак, яка була на той час книжковою серією з найближчим сюжетом до «Котів-вояків». Одна з авторок запропонувала «Гантер» (Мисливиця), а інші погодились, що цей псевдонім «ідеальний», оскільки він ще й викликає образ кота. Вікторія Голмс запропонувала «Ерін», тому що це одне з її улюблених імен, а також його було сприйнято за сильне кельтське ім'я та «не особливо дівоче».